# Paepalanthus mollis
Paepalanthus mollis är en gräsväxtart som beskrevs av Carl Sigismund Kunth. Paepalanthus mollis ingår i släktet Paepalanthus och familjen Eriocaulaceae.

## Underarter
Arten delas in i följande underarter:
- P. m. itambeensis
- P. m. mollis